# فهرست اتحادهای لگاریتمی
اتحادهای لگاریتمی زیادی را می‌توان در ریاضیات پیدا کرد.

## قوانین جبری

### کاربرد عملگرهای ساده‌ساز
گاهی از لگاریتم برای ساده کردن شمارش‌های ریاضی استفاده می‌شود. مانند لگاریتم حاصل ضرب که برابر است با مجموع لگاریتم دو عدد:
| {\displaystyle \log _{b}(xy)=\log _{b}(x)+\log _{b}(y)\!\,}                                                     | زیرا: | {\displaystyle b^{c}\cdot b^{d}=b^{c+d}\!\,}                                                                    |
| {\displaystyle \log _{b}\!\left({\begin{matrix}{\frac {x}{y}}\end{matrix}}\right)=\log _{b}(x)-\log _{b}(y)}    | زیرا: | {\displaystyle b^{c-d}={\tfrac {b^{c}}{b^{d}}}}                                                                 |
| {\displaystyle \log _{b}(x^{d})=d\log _{b}(x)\!\,}                                                              | زیرا: | {\displaystyle (b^{c})^{d}=b^{cd}\!\,}                                                                          |
| {\displaystyle \log _{b}\!\left(\!{\sqrt[{y}]{x}}\right)={\begin{matrix}{\frac {\log _{b}(x)}{y}}\end{matrix}}} | زیرا: | {\displaystyle {\sqrt[{y}]{x}}=x^{1/y}}                                                                         |
| {\displaystyle x^{\log _{b}(y)}=y^{\log _{b}(x)}\!\,}                                                           | زیرا: | {\displaystyle x^{\log _{b}(y)}=b^{\log _{b}(x)\log _{b}(y)}=b^{\log _{b}(y)\log _{b}(x)}=y^{\log _{b}(x)}\!\,} |
| {\displaystyle c\log _{b}(x)+d\log _{b}(y)=\log _{b}(x^{c}y^{d})\!\,}                                           | زیرا: | {\displaystyle \log _{b}(x^{c}y^{d})=\log _{b}(x^{c})+\log _{b}(y^{d})\!\,}                                     |

که در آن {\displaystyle b} و {\displaystyle x} و {\displaystyle y} اعداد حقیقی بزرگتر از صفر اند و {\displaystyle b\neq 1} است. همچنین {\displaystyle c} و {\displaystyle d} همگی اعداد حقیقی اند.
اثبات قانون نخست
{\displaystyle xy=b^{\log _{b}(x)}b^{\log _{b}(y)}=b^{\log _{b}(x)+\log _{b}(y)}\Rightarrow \log _{b}(xy)=\log _{b}(b^{\log _{b}(x)+\log _{b}(y)})=\log _{b}(x)+\log _{b}(y)}
قانون مربوط به توان‌ها:
{\displaystyle x^{y}=(b^{\log _{b}(x)})^{y}=b^{y\log _{b}(x)}\Rightarrow \log _{b}(x^{y})=y\log _{b}(x)}
قانون نسبت‌ها:
{\displaystyle \log _{b}{\bigg (}{\frac {x}{y}}{\bigg )}=\log _{b}(xy^{-1})=\log _{b}(x)+\log _{b}(y^{-1})=\log _{b}(x)-\log _{b}(y)}
قانون ریشه‌ها مانند قانون توان‌ها اثبات می‌شود:
{\displaystyle \log _{b}({\sqrt[{y}]{x}})=\log _{b}(x^{\frac {1}{y}})={\frac {1}{y}}\log _{b}(x)}

### اتحادهای بدیهی
| {\displaystyle \log _{b}(1)=0\!\,} | زیرا: | {\displaystyle b^{0}=1\!\,} |
| {\displaystyle \log _{b}(b)=1\!\,} | زیرا: | {\displaystyle b^{1}=b\!\,} |

هشدار: {\displaystyle \log _{b}(0)\!\,} تعریف نشده‌است چون هیچ عدد {\displaystyle x\!\,} را نمی‌توان پیدا کرد که {\displaystyle b^{x}=0\!\,} شود. به عبارت دیگر در نمودار {\displaystyle \log _{b}(x)\!\,} در نقطهٔ ۰ = x یک مجانب قائم داریم.

### توان‌های خنثی کننده
تابع‌های لگاریتمی و نمایی در صورتی که هر دو در یک پایه باشند می‌توانند یکدیگر را خنثی کنند. این به این دلیل است که دو تابع وارون یکدیگرند. (درست مانند ضرب و تقسیم یا جمع و تفریق که عملگرهای وارون اند)
{\displaystyle b^{\log _{b}(x)}=x{\text{ because }}\operatorname {antilog} _{b}(\log _{b}(x))=x\,}
{\displaystyle \log _{b}(b^{x})=x{\text{ because }}\log _{b}(\operatorname {antilog} _{b}(x))=x\,}

### تغییر پایه
بسیاری از ماشین حساب‌ها تنها می‌توانند لگاریتم طبیعی و اعشاری را حساب کنند برای همین اگر بخواهیم لگاریتم در دیگر پایه‌ها را بدست آوریم باید از اتحاد زیر استفاده کنیم:

#### اثبات
فرض کنید که {\displaystyle c=\log _{b}a} آنگاه {\displaystyle b^{c}=a} حال از دو سوی تساوی در پایهٔ d لگاریتم می‌گیریم:
پس از ساده‌سازی خواهیم داشت: {\displaystyle c\log _{d}b=\log _{d}a}
آنگاه {\displaystyle c={\frac {\log _{d}a}{\log _{d}b}}}
از آنجایی که {\displaystyle c=\log _{b}a} خواهیم داشت: {\displaystyle \log _{b}a={\frac {\log _{d}a}{\log _{d}b}}}

#### نتایج
نتایج بدست آمده از اتحاد بالا عبارتند از:
{\displaystyle \log _{b}a={\frac {1}{\log _{a}b}}}
{\displaystyle \log _{b^{n}}a={{\log _{b}a} \over n}}
{\displaystyle b^{\log _{a}d}=d^{\log _{a}b}}
{\displaystyle -\log _{b}a=\log _{b}\left({1 \over a}\right)=\log _{1 \over b}a}
{\displaystyle \log _{b_{1}}a_{1}\,\cdots \,\log _{b_{n}}a_{n}=\log _{b_{\pi (1)}}a_{1}\,\cdots \,\log _{b_{\pi (n)}}a_{n},\,}
که در آن {\displaystyle \scriptstyle \pi \,} جایگشت زیرنویس ۱ تا n است مانند:
{\displaystyle \log _{b}w\cdot \log _{a}x\cdot \log _{d}c\cdot \log _{d}z=\log _{d}w\cdot \log _{b}x\cdot \log _{a}c\cdot \log _{d}z.\,}

### جمع و تفریق
جمع و تفریق در لگاریتم‌ها در نظریه‌های احتمالاتی کاربرد دارند:
{\displaystyle \log _{b}(a+c)=\log _{b}a+\log _{b}(1+b^{\log _{b}c-\log _{b}a})}
{\displaystyle \log _{b}(a-c)=\log _{b}a+\log _{b}(1-b^{\log _{b}c-\log _{b}a})}
که در حالت ویژه می‌دهد:
{\displaystyle \log _{b}(a+c)=\log _{b}a+\log _{b}\left(1+{\frac {c}{a}}\right)}
{\displaystyle \log _{b}(a-c)=\log _{b}a+\log _{b}\left(1-{\frac {c}{a}}\right)}